# أحمد محمد (مبارز بالسيف)
أحمد محمد هو مبارز بالسيف مصري، ولد في 24 أكتوبر 1964. مثل مصر في منافسات سيف الشيش في الالعاب الصيفية الأوليمبية لعام 1988.

## وصلات خارجية
- أحمد محمد على موقع أوليمبيديا (الإنجليزية)